# Фаускрудсфьярдаргёйнг
Фаускрудсфьярдаргёйнг (исл. Fáskrúðsfjarðargöng; слушатьо файле) — автомобильный тоннель, проложенный под горным плато Брейдалсхейди в регионе Эйстюрланд на востоке Исландии недалеко от города Рейдарфьордюр. Является частью кольцевой дороги Хрингвегюр 1. Проезд по тоннелю бесплатный.

## Характеристика
Расположенный в 6 километрах к югу от Рейдарфьордюр в регионе Эйстюрланд, тоннель Фаускрудсфьярдаргёйнг был открыт для движения 9 сентября 2005 года. Его общая длина около 5900 метров, из которых 5850 метров находятся под горой и 150 метров это бетонные защитные туннели и порталы. Тоннель вырыт в скальной породе под горным плато Брейдалсхейди. Через тоннель проходит участок кольцевой дороги Хрингвегюр 1, самой важной дороги в стране.
Тоннель состоит из одной галереи, движение осуществляется по двум полосам шириной 3,5 м в каждую сторону. Есть ниши для аварийной остановки или поворота. Порталы имеют профиль в виде симметричного знака ᑎ. Тоннель расположен на высоте 100 м над уровнем моря, а продольный уклон составляет около 1 % в сторону северного портала. Работа тоннеля не зависит от погодных условий и он всегда открыт для проезда.
Фаускрудсфьярдаргёйнг заменил дорогу через Брейдалсхейди и сократил маршрут на юг вдоль Восточных фьордов на 34 км, а между Рейдарфьордюр и Фаускрудсфьордюр на 31 км. Несмотря на небольшую высоту, дорога через горное плато Брейдалсхейди имела резкие повороты, крутые подъемы и спуски, а также ограниченную пропускную способность в зимний период из-за снегопадов, что затрудняло автомобильное сообщение с этой частью Исландии.
После постройки тоннеля старая дорога (Скриддальсвегюр 95) не была закрыта и по-прежнему доступна для движения.